# Saint-André-les-Alpes (tổng)
Tổng Saint-André-les-Alpes là một tổng ở tỉnh Alpes-de-Haute-Provence trong vùng Provence-Alpes-Côte d'Azur.
Tổng này được tổ chức xung quanh Saint-André-les-Alpes ở quận Castellane. Độ cao từ 820 m (Moriez) đến 2 120 m (La Mure-Argens) với độ cao trung bình là 942 m.

## Hành chính
| Giai đoạn | Ủy viên        | Đảng | Tư cách                                 |
| --------- | -------------- | ---- | --------------------------------------- |
| 1985-1992 | Jacques Boétti | RPR  | Thị trưởng Saint-André-les-Alpes        |
| 1992-1998 | Jacques Boétti | RPR  | Thị trưởng Saint-André-les-Alpes        |
| 1998-2004 | Jacques Boétti | RPR  | Thị trưởng Saint-André-les-Alpes        |
| 2004-2010 | Jacques Boétti | UMP  | Ancien Thị trưởng Saint-André-les-Alpes |

## Các đơn vị hành chính
Tổng Saint-André-les-Alpes gồm 6 xã với dân số 1 463 người (điều tra năm 1999, dân số không tính trùng)
| Xã                    | Dân số | Mã bưu chính | Mã insee |
| --------------------- | ------ | ------------ | -------- |
| Allons                | 81     | 04170        | 04005    |
| Angles                | 67     | 04170        | 04007    |
| Lambruisse            | 70     | 04170        | 04099    |
| Moriez                | 178    | 04170        | 04133    |
| La Mure-Argens        | 249    | 04170        | 04136    |
| Saint-André-les-Alpes | 818    | 04170        | 04173    |

## Thông tin nhân khẩu
| 1962                                                     | 1968  | 1975  | 1982  | 1990  | 1999  |
| -------------------------------------------------------- | ----- | ----- | ----- | ----- | ----- |
| 1 278                                                    | 1 501 | 1 434 | 1 407 | 1 371 | 1 463 |
| Nombre retenu à partir de 1962 : dân số không tính trùng |       |       |       |       |       |